# Chalingini
Chalingini zijn een geslachtengroep van vlinders uit de onderfamilie Limenitidinae van de familie Nymphalidae.

## Geslachten
- Chalinga Moore, 1898[3]
  - = Seokia Sibatani, 1943
  - = Eolimenitis Kurentzov, 1950
  - = Ussuriensia Nekrutenko, 1960
- Hamanumida Hübner, 1819[4]
  - = Canopus Felder, 1861
  - = Leucotricha Rothschild & Jordan, 1903
  - = Metacrenis Butler, 1895